# あきのはじめ
あきの はじめ（1937年6月15日 - ）は、日本の女優である。
キリンプロ所属。身長158cm。

## 出演作品

### テレビ番組
- ポシュレ（2003年 - 2004年、日本テレビ）
- ザ・ワイド（2004年、日本テレビ）
- タモリ倶楽部（2004年、テレビ朝日）
- 島田検定SUPER!!（2005年、TBS）
- 感涙!時空タイムス（2006年、テレビ大阪）
- いつみても波瀾万丈（2007年、日本テレビ）
- 主治医が見つかる診療所（2007年、テレビ東京）
- 徳光和夫の感動再会"逢いたい"（2007年、TBS）
- お茶の間の真実〜もしかして私だけ!?〜（2007年、テレビ東京）
- ダウンタウンのガキの使いやあらへんで!!（2007年、日本テレビ）

### CM
- 年末ジャンボ宝くじ（1999年）
- 東京電力 TEPCOエコキャンペーン（2005年）
- ファミリーマート サポーターのサポーター（2006年）
- 東京電力 KDDI（2006年）
- NHK 日本の、これから "憲法9条"（2007年）

### スチール
- JT マイルドセブン

### プロモーションビデオ
- ナナムジカ 彼方（2007年8月29日、ワーナーミュージックジャパン）